# Wachleiter
Wachleiter (Abk. WL) ist eine Funktionsbezeichnung einer Dienstkraft mit Vorgesetztenfunktion, die einer Wache vorstehen.
Diesen Begriff gibt es innerhalb der Deutschen Lebens-Rettungs-Gesellschaft bzw. Wasserwacht (Wasserrettungsdienst), Feuerwehr (Brandwache), der Polizei (soweit der Dienstgruppenleiter oder dessen Vertreter nicht die Wachgeschäfte übernimmt), des Rettungsdienstes und bei der Deutschen Flugsicherung. 
Bei der DLRG wurde der Begriff durch den Begriff Wachführer ersetzt.
Der Begriff findet ebenfalls beim Wasserrettungsdienst des Arbeiter-Samariter-Bundes Anwendung.
Bei der Polizei ist der Dienstgruppenleiter oder dessen Vertreter meistens Wachleiter in Personalunion.